# Plectoptera huascaray
Plectoptera huascaray är en kackerlacksart som beskrevs av Andrew Nelson Caudell 1913. Plectoptera huascaray ingår i släktet Plectoptera och familjen småkackerlackor.
Artens utbredningsområde är Peru. Inga underarter finns listade i Catalogue of Life.